# Nuru

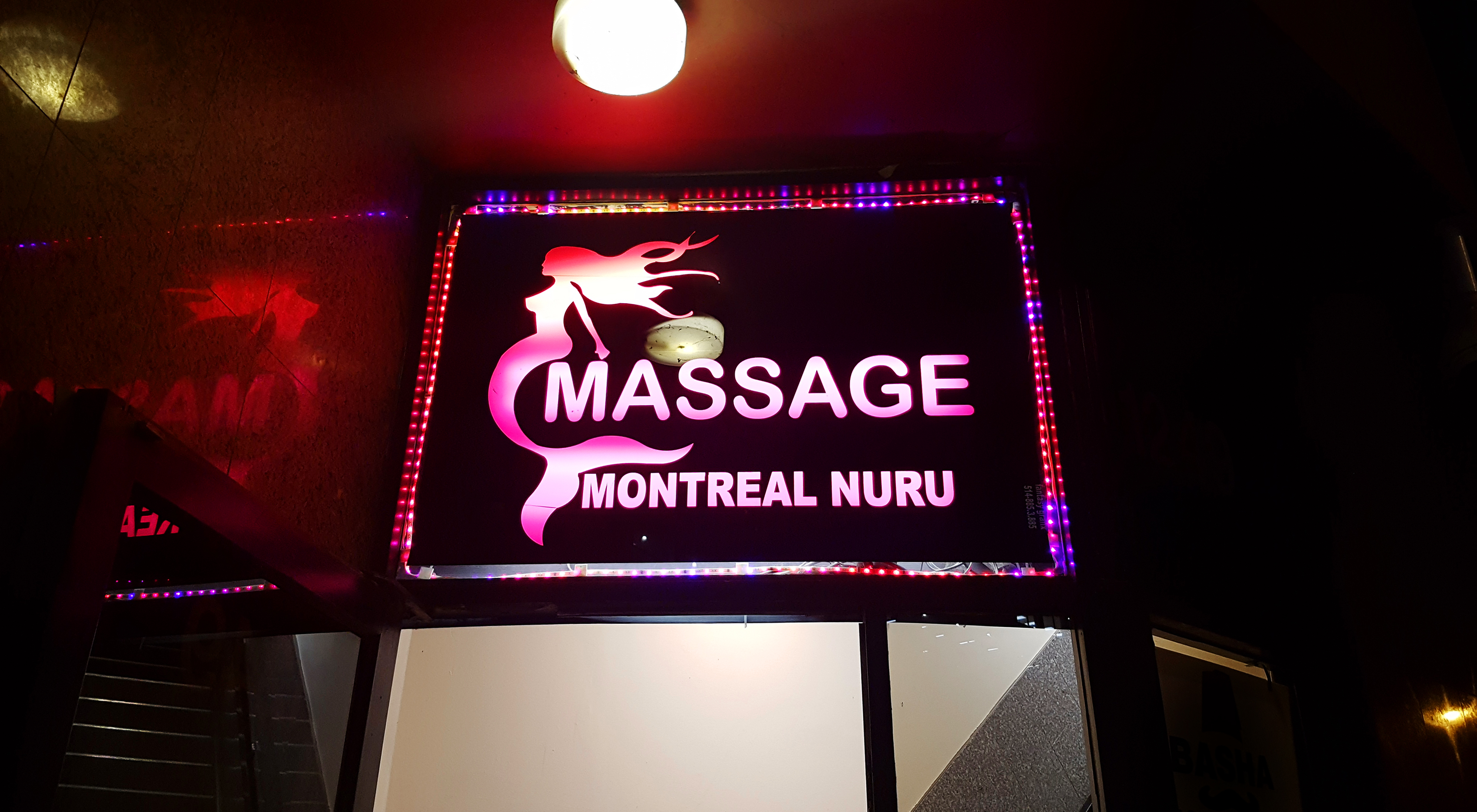
Neon Montreal Massage Nuru zlokalizowany przy 1249 Drummond Street w centrum Montrealu.

Nuru jest formą masażu erotycznego z pełnym kontaktem z ciałem, podczas gdy zarówno masażysta lub masażystka, jak i klient są nadzy i pokryci żelem, tradycyjnie wykonanym na bazie wodorostów. Słowo nuru (ぬる) pochodzi z języka japońskiego i oznacza „śliski”.
Salony masażu przypisują tę technikę Japonii, a czasem konkretnie miastu Kawasaki.
Masaż nuru podlega prawnemu zakazowi prostytucji i prowadzenia domów publicznych w wielu jurysdykcjach w Japonii, ponieważ dotyczy całego ciała osoby wykonującej masaż, a także kontaktu i „szczęśliwego zakończenia” z klientem.
W Stanach Zjednoczonych masaż nuru został zalegalizowany, wraz z innymi formami rozrywki seksualnej, w stanie Nevada.